# Dawid Hakohen
Dawid Hakohen (hebr.: דוד הכהן, ang.: David Hacohen, ur. 20 października 1898 w Homlu, zm. 19 lutego 1984) – izraelski ekonomista i polityk, w latach 1949–1953 i 1955–1969 poseł do Knesetu z listy Mapai.
W wyborach parlamentarnych w 1949 po raz pierwszy dostał się do izraelskiego parlamentu. W  kolejnych wyborach uzyskał reelekcję jednak 1 grudnia 1953 zrezygnował z mandatu poselskiego, który objął po nim Baruch Kamin. Hakoen powrócił do Knesetu w następnych wyborach. Zasiadał w Knesetach I, II, III, IV, V i VI kadencji, przy czym w tej ostatniej z listu Koalicji Pracy.